# Jiří Smrž
Jiří Smrž (* 3. května 1954 Písek) je český folkový písničkář a básník. Je známý vysoce originálními texty, často s filosofickou nebo duchovní tematikou.

## Kariéra
Začínal ve skupině Zvoníci již na počátku 70. let 20. století, pak hrával v duu s Jiřím Kovářem. V 80. letech psal texty pro skupiny Sem tam a Minnesengři (kde působil nejprve jako zvukař, poté byl krátce i členem této skupiny), v roce 2001 vydal první sólovou desku Dědičná krev, na kterou vybral své písně z předchozích zhruba deseti let. Za svou druhou desku, Poslední láska, která vyšla o čtyři roky později, získal Anděla v kategorii Folk & Country. V roce 2013 vydal nové CD Kořeny, taktéž oceněné Andělem.
Je rovněž spoluautorem folkového oratoria Královna severních záseků a autorem básnické sbírky Eurydika v uhelném dole.
V civilu se živí jako dřevorubec.

## Dílo

### Sólová alba
- Dědičná krev, 2001, Ji-Ho Music, reedice s bonusy pod jménem Dědičná krev / Atd.., Galén, 2017
- Poslední láska, 2005, Ji-Ho Music
- Kořeny, 2013 Galén
- Nedokončené, 2019 Galén
- Vojna a mír, 2022 Galén
- Tři muži, 2025 Galén

Hostuje také na albech Petra Lutky Skryté slunce (2012) a Jana Jeřábka Otisky příběhů ze snů (2013).